# Sigala
Sigala (en francès Sigale) és un municipi francès situat al departament dels Alps Marítims i a la regió de Provença – Alps – Costa Blava.

## Demografia
| 1962                                       | 1968 | 1975 | 1982 | 1990 | 1999 | 2006 |
| ------------------------------------------ | ---- | ---- | ---- | ---- | ---- | ---- |
| 138                                        | 112  | 155  | 145  | 160  | 181  | 205  |
| Des de 1962: població sense dobles comptes |      |      |      |      |      |      |

## Administració
| Període   | Identitat         | Partit |
| --------- | ----------------- | ------ |
| 1945-1965 | Timothée Passeron |        |
| 1965-1995 | Louis Gioanni     |        |
| 1995-2008 | Ginette Pellat    |        |
| 2008-     | Arnaud Prigent    |        |